# Drop set
No fisiculturismo e no treinamento com pesos, o uso de drop sets é uma metodologia para continuar um exercício com um peso menor, uma vez que a insuficiência muscular tenha sido alcançada com um peso maior. É realizado com mais frequência em máquinas de musculação, porque alguns consideram que a redução rápida do peso é extremamente importante, mas também pode ser realizada com halteres e outros pesos livres.
Foi popularizado na década de 1980 por Joe Weider, no seu Weider's System.

## Exemplo
Ao realizar uma rosca bíceps, a pessoa que levanta o peso começa com um halter de 25 quilos e faz o máximo de repetições possível sem comprometer significativamente com o movimento. Então, um peso de 20 quilos seria usado até a exaustão ser atingida. Pode-se continuar a "dropar" quantas vezes quiser, mas geralmente o peso não é reduzido para menos de cinquenta por cento do seu máximo de uma repetição.